# Bánovce nad Ondavou
Bánovce nad Ondavou – wieś (obec) na Słowacji położona w kraju koszyckim, w powiecie Michalovce. Pierwsze wzmianki o miejscowości pochodzą z roku 1326. 
Według danych z dnia 31 grudnia 2012, wieś zamieszkiwało 727 osób, w tym 363 kobiety i 364 mężczyzn.
W 2001 roku rozkład populacji względem narodowości i przynależności etnicznej wyglądał następująco:
- Słowacy – 96,7%
- Czesi – 0,66%
- Rusini – 0,13%
- Węgrzy – 0,4%

Ze względu na wyznawaną religię struktura mieszkańców kształtowała się w 2001 roku następująco:
- Katolicy rzymscy – %
- Grekokatolicy – %
- Ewangelicy – %
- Prawosławni – %
- Husyci – %
- Ateiści – %
- Przedstawiciele innych wyznań – %
- Nie podano – %